# Tsuruoka

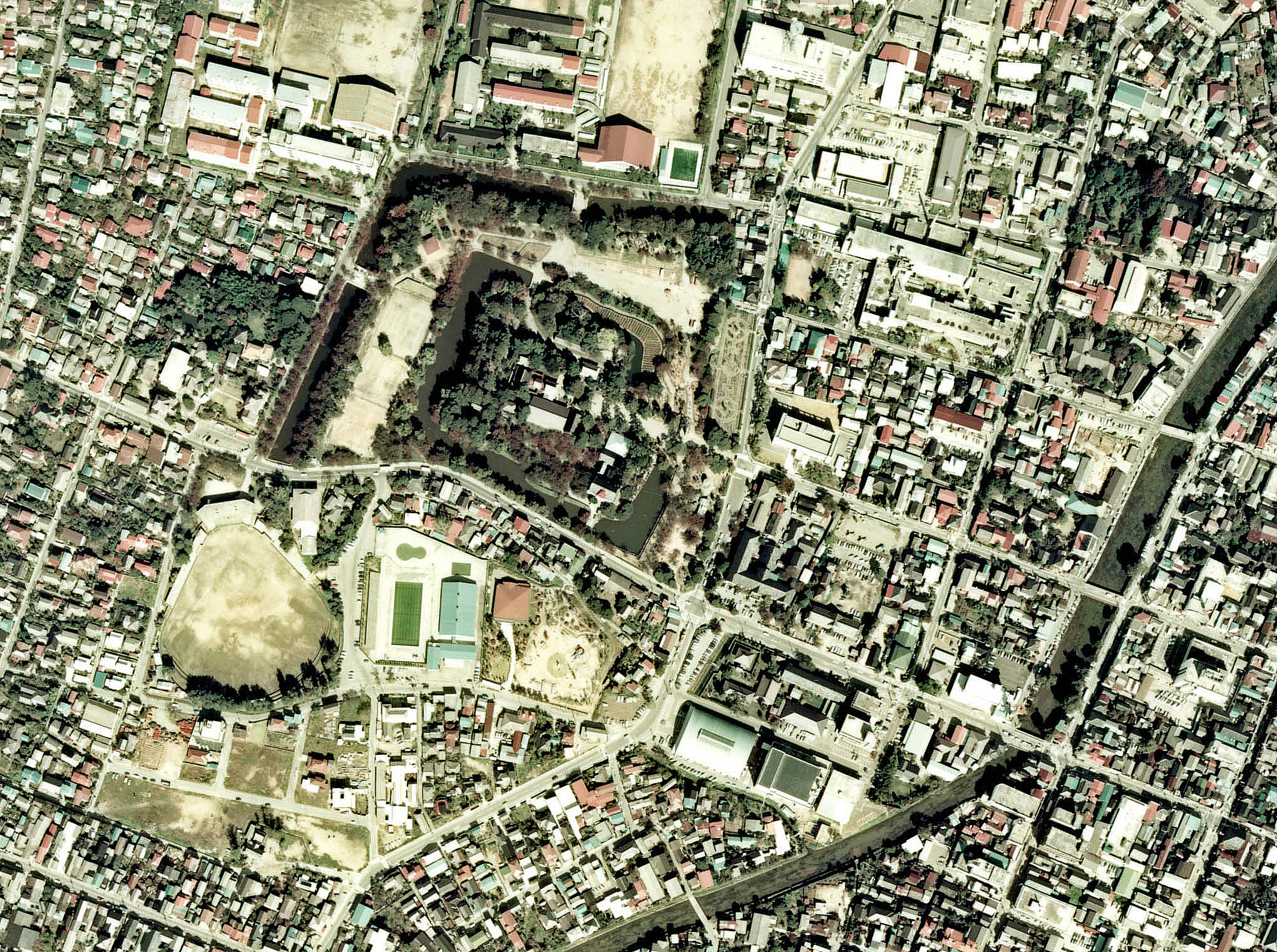
Flygbild över slottet i Tsuruoka.

Tsuruoka (japanska: 鶴岡市?, Tsuruoka-shi) är den näst största staden i den japanska prefekturen Yamagata på den norra delen av ön Honshu. Den är belägen nära kusten mot Japanska havet. Tsuruoka fick stadsrättigheter 1 oktober 1924. Staden utökades 1 oktober 2005 med ytterligare fem näraliggande kommuner.